# Coupe du Liechtenstein de football 1948-1949
Navigation
Édition précédente Édition suivante
La coupe du Liechtenstein 1948-1949 de football est la 4e édition de la Coupe nationale de football, la seule compétition nationale du pays en l'absence de championnat.
La finale est disputée à Triesen, le 18 septembre 1949, entre le FC Vaduz et le FC Triesen puis le 4 décembre 1949 à Vaduz après le match nul lors du premier match.
Le FC Vaduz remporte le trophée en battant le FC Triesen après un deuxième match. Il s'agit du 1er titre de l'histoire du club dans la compétition.

## 1ertour
| Équipe 1      | Résultat | Équipe 2   |
| ------------- | -------- | ---------- |
| FC Vaduz II   | ?        | FC Triesen |
| FC Balzers II | ?        | FC Schaan  |

## 2etour
| Équipe 1    | Résultat | Équipe 2  |
| ----------- | -------- | --------- |
| FC Vaduz II | 6 - 0    | FC Schaan |

## Demi-finales
| Équipe 1    | Résultat | Équipe 2   |
| ----------- | -------- | ---------- |
| FC Balzers  | 1 - 5    | FC Vaduz   |
| FC Vaduz II | 1 - 4    | FC Triesen |

## Finale
| 18 septembre 1949 | FC Triesen | 2 - 2 ap | FC Vaduz | Triesen |  |
|                   |            |          |          |         |  |

| 4 décembre 1949 (replay) | FC Triesen | 1 - 2 | FC Vaduz | Vaduz |  |
|                          |            |       |          |       |  |